# حمید رهنما
حمید رهنما (۱۲۹۰ کربلا–۱۳۷۵ خارج از ایران) وزیر اطلاعات و جهانگردی کابینه هویدا بود. او فرزند زین‌العابدین رهنما و پدر علی رهنما است. او همچنین مدتی مدیریت روزنامه ایران را به عهده داشت.

## زندگی
حمید رهنما، فرزند زین‌العابدین رهنما و زکیه حائری، در ۱۲۹۰ در کربلا متولد شد. تحصیلات خود را در تهران، بیروت و فرانسه ادامه داد. پس از مراجعت به ایران، در شرکت نفت اشتغال ورزید. بعد از شهریور که اوضاع تغییر کرد، امتیاز روزنامهٔ ایران را که سابقاً پدرش انتشار می‌داد و جبرا امتیاز آن را به مجید موقر واگذار کرده بودند، به او برگرداند و او صاحب امتیاز و مدیر روزنامهٔ ایران شد و پدرش که در تبعید به سر می‌برد، به سفارت ایران در ویشی (دولت موقت فرانسه) ایران را به سبک ادبی و اجتماعی و سیاسی انتشار می‌داد، بعداً آن را تعطیل کرد و به همان مشاغل اداری اکتفا نمود.
یک بار در سال ۱۳۵۰ به وزارت اطلاعات برگزیده شد. چندی در آنجا بود بعد با سمت سفیرکبیر به یونسکو انتقال یافت و چند سالی هم در آنجا بود تا به تهران بازگشت. او به زبانهای فرانسه و عربی تسلط داشت و از علوم مختلف هم بهره برده بود. حمید رهنما داماد ظهیرالاسلام و خواهرزاده هادی حائری است. وی در ۱۳۷۵ در سن ۸۵ سالگی به علت کهولت سن در خارج از کشور درگذشت.